# Parlamentsforum Südliche Ostsee
Das Parlamentsforum Südliche Ostsee (PSO) ist ein im Jahr 2004 gegründetes Forum der regionalen Vertretungskörperschaften Schleswig-Holsteins, Hamburgs und Mecklenburg-Vorpommerns, der Woiwodschaften Westpommern, Pommern und Ermland-Masuren sowie der Oblast Kaliningrad. Die südschwedische Provinz Skåne län (Schonen/Skåne) ist assoziiertes Mitglied.
Ziel ist es, die bereits existierenden bilateralen Partnerschaften und sonstigen parlamentarischen Beziehungen auf regionaler Ebene stärker miteinander zu vernetzen.

## Hintergrund
Ausgangspunkt für das Parlamentsforum Südliche Ostsee waren die bereits bestehenden bilateralen Beziehungen zwischen den Landesparlamenten Schleswig-Holsteins und Mecklenburg-Vorpommerns mit den Sejmiks der Woiwodschaften Pommerns und Westpommerns.
Der Landtag Schleswig-Holstein und der Sejmik der Woiwodschaft Pommern beschlossen bereits im Jahr 2001 eine Parlamentspartnerschaft. Die Parlamente verpflichteten sich, insbesondere in den Bereichen Europa-, Ostsee-, Minderheiten- und Regionalpolitik zusammenzuarbeiten. 2004 beschlossen außerdem der Landtag Schleswig-Holstein und der Sejmik der Woiwodschaft Westpommern eine Parlamentspartnerschaft mit der Zielvorstellung, ein Netzwerk parlamentarischer Beziehungen im südlichen Ostseeraum aufzubauen.
Auch der Landtag Mecklenburg-Vorpommern hatte bereits vor Gründung des Parlamentsforums Südliche Ostsee intensive Beziehungen zu den Sejmiks der Woiwodschaften Pommern und Westpommern unterhalten. Bereits im Jahr 1996 kam es zu einem Parlamentariertreffen in Krugsdorf von Abgeordneten aus Mecklenburg-Vorpommern, Mitgliedern des Europäischen Parlaments aus Mecklenburg-Vorpommern, Vertretern der Kommunalgemeinschaft Pomerania e. V., Vertretern des Landkreistages Mecklenburg-Vorpommern e. V., Abgeordneten und Mitarbeitern des Sejmik der Woiwodschaft Stettin sowie Vertretern des kommunalen Zweckverbandes der Gemeinden Westpommerns. In den Jahren 1997–2004 trafen Abgeordnete der Fachausschüsse der Parlamente regelmäßig zum bilateralen Informationsaustausch in Fachforen zusammen. Themen waren unter anderem Bildung, Wirtschaft und Tourismus, aber auch Fragen, die Grenzübergänge betrafen. 2001 wurde eine Partnerschaftsvereinbarung zwischen dem Sejmik der Woiwodschaft Westpommern und dem Landtag Mecklenburg-Vorpommern unterzeichnet. 2004 folgte die gemeinsame Erklärung des Landtags mit dem Sejmik der Woiwodschaft Pommern.
Der Beitritt Polens zur EU im Mai 2004 führte zu einer Intensivierung der parlamentarischen Beziehungen. Zentrale gemeinsame Themen waren nun unter anderem die europäische Förderpolitik, aber auch die Perspektiven der Jugend in der nunmehr grenzfreien Region.
Diese Entwicklungen wurden auch im Rahmen einer des Landtags Mecklenburg-Vorpommern initiierten Konferenz zum Thema „Die Perspektiven der grenzüberschreitenden Zusammenarbeit im südlichen Ostseeraum nach der EU-Osterweiterung“ im Oktober 2003 in Schwerin aufgegriffen. Vertreter der Parlamente Schleswig-Holsteins, Mecklenburg-Vorpommerns sowie der Sejmiks der Woiwodschaften Westpommern und Pommern nahmen teil. Auf der nachfolgenden Veranstaltung vom 25. bis 27. April 2004 in Danzig wurde das Parlamentsforum Südliche Ostsee gegründet mit dem Ziel, die bestehenden bilateralen Partnerschaften zwischen den vier Regionalparlamenten stärker miteinander zu vernetzen.
Mit der Gründung des Parlamentsforums Südliche Ostsee im Jahr 2004, für das die bestehenden guten Beziehungen zwischen den deutschen und polnischen Regionalparlamenten die Grundlage bildeten, wurde die Zusammenarbeit schwerpunktmäßig auf multilateraler Ebene weitergeführt.
In der Folge traten der Sejmik der Woiwodschaft Ermland-Masuren und die Gebietsduma der Oblast Kaliningrad (2008) sowie die Freie und Hansestadt Hamburg (2009) dem Forum gleichberechtigt bei; die südschwedische Region Schonen kam 2005 als assoziierter Partner hinzu.

## Themen
Die Konferenzen des Parlamentsforums Südliche Ostsee greifen aktuelle regionalspezifische Themen auf. So haben die beteiligten Regionalparlamente seit der Gründung des Forums im Jahr 2004 immer wieder Forderungen zur Wirtschafts- und Strukturpolitik und in den Bereichen Energieversorgung, Forschung, Tourismus und Kultur gegenüber den relevanten Akteuren in der südlichen Ostseeregion formuliert.
Mit dem 4. Parlamentsforum Südliche Ostsee vom 21. bis 23. Mai 2006 in Kiel stand auch erstmals vor dem Hintergrund des zu veröffentlichenden Grünbuchs der Europäischen Kommission über die künftige Meerespolitik der EU eine die südliche Ostsee betreffende europäische Strategie auf der Agenda. Die Delegierten machten deutlich, dass sie eine integrierte, fachübergreifende und ganzheitliche EU-Meerespolitik, die die teils konkurrierenden ökologischen und ökonomischen Belange im südlichen Ostseeraum berücksichtigt, als unverzichtbar erachteten.
Die verstärkte Integration der europäischen Politik beeinflusste in der Folge die Arbeit des Parlamentsforums zunehmend. So wurde von Seiten der Europäischen Kommission im Jahr 2007 ein Aktionsplan für eine integrierte Meerespolitik vorgelegt. Die darin angekündigten Maßnahmen, unter anderem bezüglich der Förderung sektorübergreifender Cluster oder der Wettbewerbsfähigkeit des Seeverkehrs, wurden auch von künftigen Parlamentsforen aufgegriffen und intensiv begleitet. So fand auch das 7. Parlamentsforum Südliche Ostsee in Schwerin unter dem Thema „Die Umsetzung europäischer Strategien in der südlichen Ostsee“ statt. Das Parlamentsforum hatte seit dem vergangenen Forum vom 18. bis 20. Mai 2008 im polnischen Kołobrzeg die Entwicklung der EU-Ostseestrategie intensiv begleitet und sich während des gesamten Konsultationsprozesses mit weitreichenden Vorschlägen eingebracht. Außerdem wurde beschlossen, die aus der Strategie resultierende Politik ab 2010 in jährlichen Foren auf den Prüfstand zu stellen. Mecklenburg-Vorpommern ist hier insbesondere als Koordinator für den Aktionsbereich „Tourismus“ der EU-Ostseestrategie aktiv. Auch beim 9. Parlamentsforum Südliche Ostsee in Danzig stand die EU-Ostseestrategie im Zentrum der Arbeit. Das 13. Parlamentsforum fand unter der Überschrift „Wissenschafts- und Hochschulkooperation im Ostseeraum“ vom 20. bis 21. April in Hamburg statt.

## Arbeitsweise
Die Delegierten der beteiligten Regionalparlamente, die assoziierten Partner sowie Vertreter aus Politik, Wissenschaft und Wirtschaft kommen jährlich im Rahmen des Parlamentsforums Südliche Ostsee zusammen, um die Region betreffende aktuelle Themen zu diskutieren und Vorschläge zu erarbeiten. Die Themen stellen die Grundlage für die Resolutionen dar, in denen die Delegierten Forderungen an die relevanten Akteure in der südlichen Ostseeregion formulieren. Zur Umsetzung der Beschlüsse hat der Landtag Mecklenburg-Vorpommern den Resolutionen bisher regelmäßig mit einer Entschließung des Landtags auf der Grundlage eines fraktionsübergreifenden Antrages zugestimmt.
Mitglieder im Parlamentsforum Südliche Ostsee sind die Regionalparlamente Mecklenburg-Vorpommerns, Hamburgs, Schleswig-Holsteins, der Woiwodschaften Westpommern, Pommern und Ermland-Masuren sowie der Oblast Kaliningrad. Assoziierter Partner ist der Regionalrat der südschwedischen Region Schonen.
Zur Vorbereitung der Parlamentsforen wird von den Delegierten regelmäßig die Einsetzung von Arbeitsgruppen beschlossen. Die Arbeitsgruppen hören Experten an, diskutieren Erkenntnisse und Empfehlungen und stellen die Ergebnisse den Delegierten im Rahmen der Parlamentsforen vor.
Arbeitsgruppen wurden unter anderem zu den Themenschwerpunkten „Integrierte EU-Meerespolitik“, „Ostseestrategie“ und „Energieversorgung“ eingerichtet. Der Landtag Mecklenburg-Vorpommern hatte für die Arbeit der Arbeitsgruppe „Energieversorgung“ die Federführung inne, deren Einsetzung das 5. Parlamentsforum Südliche Ostsee im Jahr 2007 beschloss. Die Fachausschüsse der beteiligten Parlamente kamen zu Sitzungen in Schwerin und Stettin zusammen, um internationale Experten zu der Problematik anzuhören und Empfehlungen für das 6. Parlamentsforum im Mai 2008 im polnischen Kołobrzeg zu erarbeiten. So forderte das 6. Parlamentsforum unter anderem eine stärkere regionale Vernetzung im Energiebereich, insbesondere die Bündelung von Kompetenzen aus Forschung und Wirtschaft.
Die Regionalparlamente werden alljährlich bei den Parlamentsforen von Abgeordnetendelegationen repräsentiert. Die Delegationen werden regelmäßig von zuvor von den Parlamenten vorgeschlagenen Sachverständigen begleitet, die die Ostseeparlamentarier in ihren Beratungen unterstützen.
Im Anschluss an das jährliche Parlamentsforum befassen sich auch die Regionalparlamente mit den Resolutionsbeschlüssen.
Eine Besonderheit des Parlamentsforums betrifft die regelmäßige Einbindung von Jugendlichen in die Konferenzen. Wie auch die Parlamentsvertreter diskutieren die Jugendlichen aktuelle, regionalspezifische Themen und unterbreiten den Delegierten in einzelnen Fällen Lösungsvorschläge. Außerdem wurde bereits im Rahmen des 3. Parlamentsforums Südliche Ostsee vom 18. bis 20. September 2005 in Binz das länderübergreifende Jugendprojekt „Jugend, Region und Parlament“ initiiert. Durch zehntägige Hospitationen in Parlamenten und Abgeordnetenbüros im Gast- sowie im Herkunftsland sollte es Jugendlichen aus den sechs beteiligten Regionen ermöglicht werden, Einblicke in die parlamentarische Arbeit zu gewinnen und das jeweilige Partnerland näher kennenzulernen.

## Konferenzen
| Nr.  | Ort         | Land        | Datum                  |
| ---- | ----------- | ----------- | ---------------------- |
| I    | Danzig      | Polen       | 25.–27. April 2004     |
| II   | Misdroy     | Polen       | 19.–21. September 2004 |
| III  | Binz        | Deutschland | 18.–20. September 2005 |
| IV   | Kiel        | Deutschland | 21.–23. Mai 2006       |
| V    | Gdynia      | Polen       | 20.–22. Mai 2007       |
| VI   | Kołobrzeg   | Polen       | 18.–20. Mai 2008       |
| VII  | Schwerin    | Deutschland | 5.–7. Juli 2009        |
| VIII | Elbing      | Polen       | 21.–23. Mai 2010       |
| IX   | Danzig      | Polen       | 20.–21. Mai 2011       |
| X    | Kiel        | Deutschland | 11.–13. März 2012      |
| XI   | Schwerin    | Deutschland | 2.–4. Juni 2013        |
| XII  | Kaliningrad | Russland    | 19.–22. Mai 2014       |
| XIII | Hamburg     | Deutschland | 20.–21. April 2015     |
| XIV  | Kiel        | Deutschland | 12.–14. Juni 2016      |
| XV   | Stettin     | Polen       | 28.–30. Mai 2017       |
| XVI  | Allenstein  | Polen       | 13.–15. Mai 2018       |
| XVII | Schwerin    | Deutschland | 23.–25. Juni 2019      |